# 낙타 전투

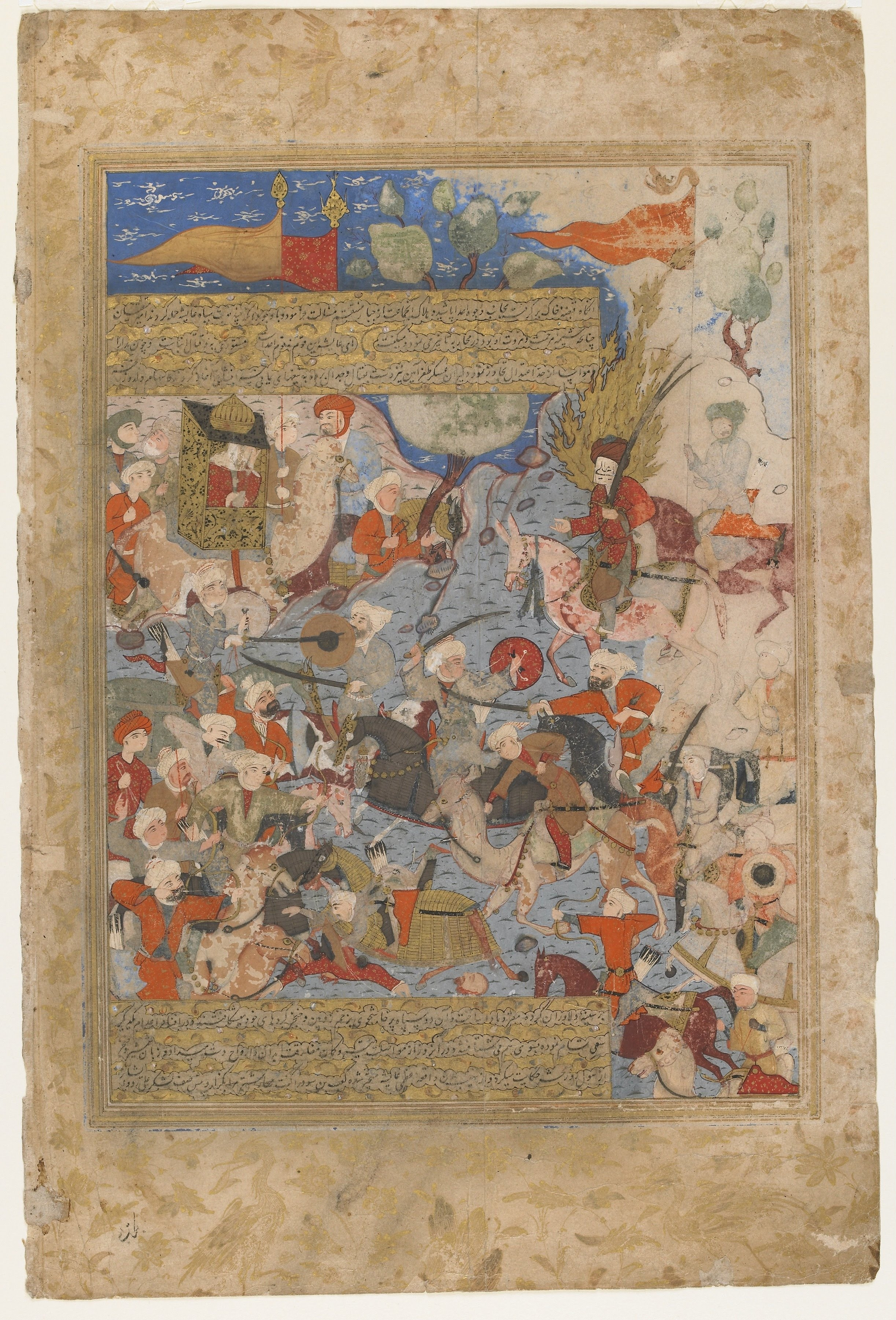

낙타 전투(Battle of the Camel, 아랍어: مَعْرَكَة اَلْجَمَلِ, 로마자 표기: Maʿrakat al-Jamal)는 이슬람력(AH) 36년(서기 656년)에 이라크 바스라 외곽에서 일어났다. 이 전투는 한쪽에서 4대 칼리프 알리(R. 656–661)의 군대와 다른 쪽에서 아이샤, 탈하, 주바이르가 이끄는 반군 사이에서 벌어졌다. 알리는 이슬람 선지자 무함마드의 사촌이자 사위였고, 아이샤는 무함마드의 과부였으며, 탈하와 주바이르는 둘 다 저명한 동료였다. 알리는 전투에서 승리했고 탈하와 주바이르는 모두 죽었고 아이샤는 나중에 헤자즈로 다시 보내졌다. 삼두정(triumvirate)은 표면적으로는 세 번째 칼리프인 우스만(R. 644–656)의 암살에 대한 복수를 위해 알리에게 반란을 일으켰으나, 아이샤와 탈하는 둘 다 그를 적극적으로 반대한 것으로 알려져 있다.

## 같이 보기
- 시핀 전투